# Harvey Estrin
Harvey Estrin (* 5. Juni 1929; † 21. September 2002) war ein US-amerikanischer Jazz-, Orchester- und Studiomusiker (Saxophon, Flöte, Klarinette).

## Leben und Wirken
Estrin, der aus Burlington, Vermont stammte, war ab Mitte der 1940er-Jahre in der New Yorker Musikszene aktiv; erste Aufnahmen entstanden 1946 für Signature, als er bei Johnny Bothwell spielte. In den folgenden Jahren arbeitete er in den Jazzbands und Orchestern von  Boyd Raeburn, Gene Williams, Charlie Ventura, Buddy Morrow und Tommy Dorsey, ab 1953 im Sauter-Finegan Orchestra; daneben war er als Studiomusiker und am Broadway beschäftigt. In den 1960er-Jahren war er bei Bigband-Produktionen von J. J. Johnson, Jimmy Smith, Stan Getz/Eddie Sauter (Plays Music from the Soundtrack of Mickey One, 1965), Nat Adderley (You, Baby), Wes Montgomery (Road Song), Arif Mardin (Glass Onion, 1968), Milton Nascimento (Courage) und Max Morath (At the Turn of the Century, 1969) beteiligt. In den 1970er-Jahren wirkte er bei Aufnahmen von Bill Evans/Claus Ogerman (Symbiosis), Charles Mingus (Let My Children Hear Music, 1972), Grover Washington, Jr. (Soul Box), Dick Hyman, The Manhattan Transfer, Don Sebesky, Astrud Gilberto, Sylvia Syms, Bob James, Teo Macero, Gato Barbieri, Teresa Brewer und Joey DeFrancesco mit; in den frühen 1990er-Jahren arbeitete er noch mit Wynton Marsalis (Tune in Tomorrow), Lou Volpe, Wallace Roney, John Pizzarelli und Toshiko Akiyoshi (Toshiko Plays Toshiko – Time Stream, 1996) mit.
In seinen späteren Jahren leitete Estrin ein Studioorchester, das die Musik des Sauter-Finegan Orchestra spielte. Ferner trat er als Solist mit dem New York Philharmonic Orchestra auf. The New York Times bezeichnete ihn als talentierten Multiinstrumentalisten. Im Bereich des Jazz war er zwischen 1967 und 2016 an 77 Aufnahmesessions beteiligt. als Studiomusiker auch mit John Denver, Frank Sinatra, Carly Simon und Phoebe Snow.